# Rue Victor-Letalle
La rue Victor-Letalle est une voie du 20e arrondissement de Paris, en France.

## Situation et accès
La rue Victor-Letalle est une voie publique située dans le 20e arrondissement de Paris. Elle débute au 20, rue de Ménilmontant et se termine au 15, rue des Panoyaux.

## Origine du nom

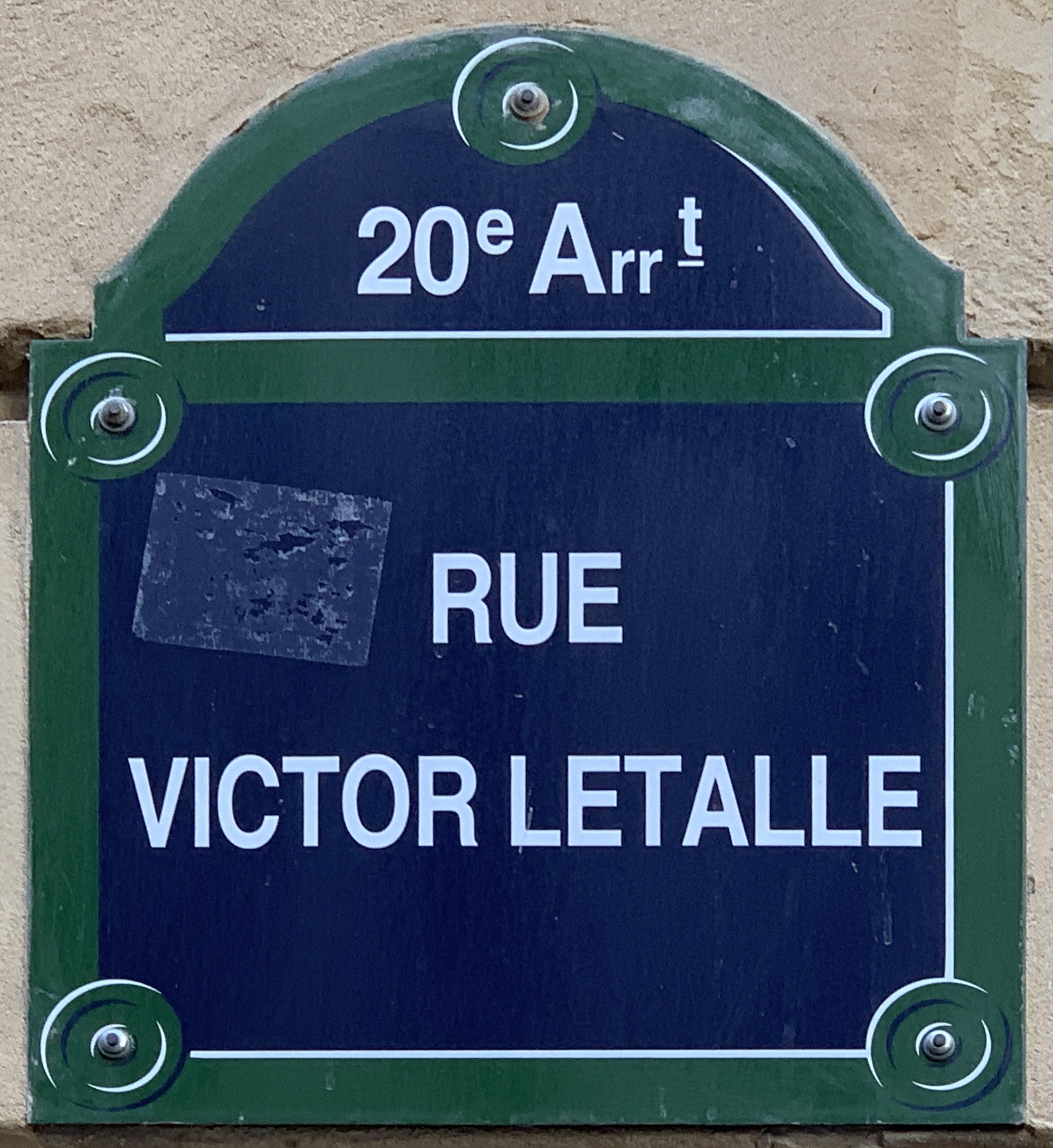
Plaque de la rue.

Cette voie a pris le nom du propriétaire des terrains sur lesquels elle a été créée.

## Historique
Cette voie est ouverte sous sa dénomination actuelle en 1881.